# Peter Nelson (Pianist)
Peter Nelson (* 1956) ist ein in Deutschland lebender Pianist und Hochschullehrer amerikanischer Herkunft.

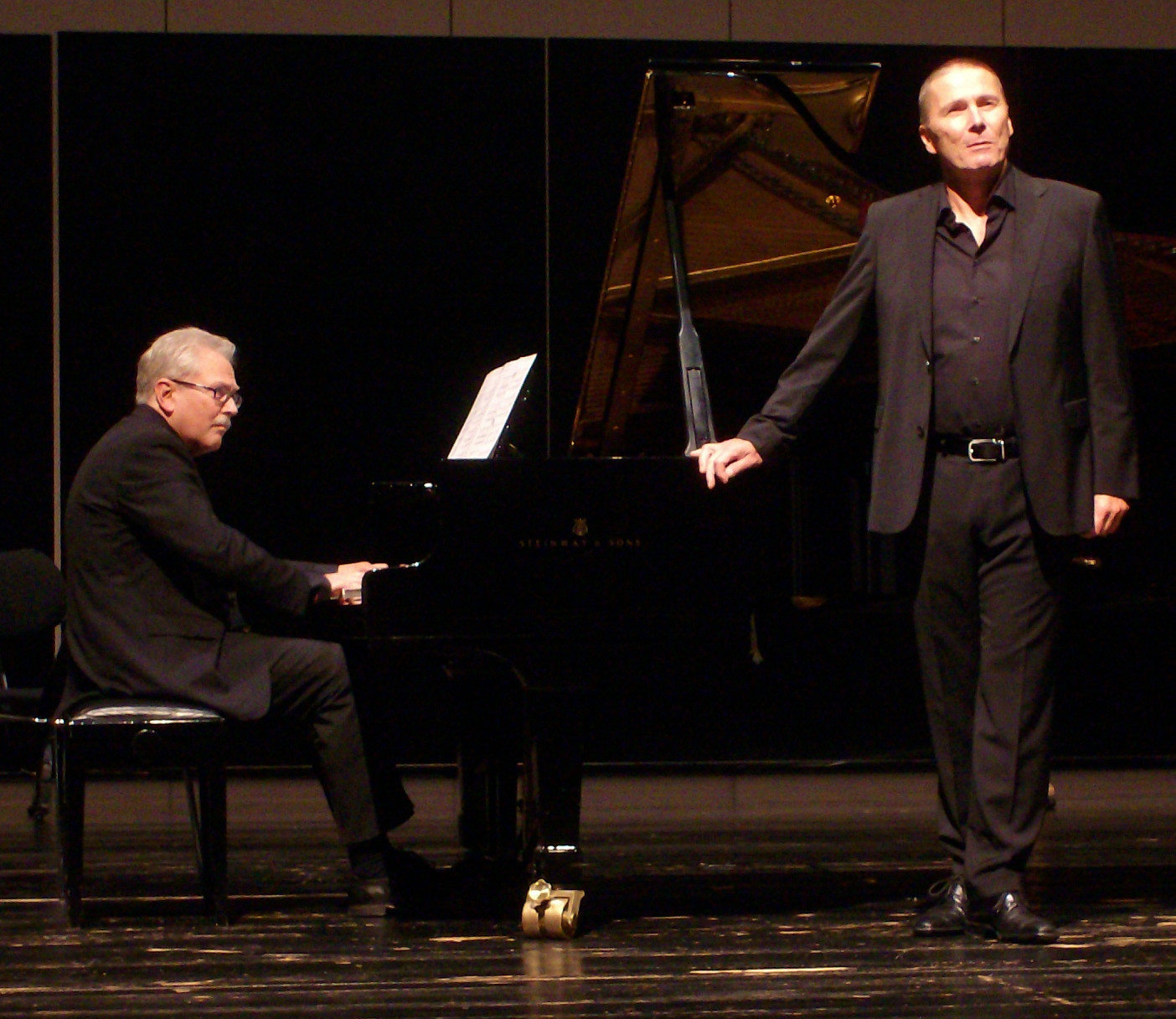
Liedduo Peter Nelson (links) und Andreas Reibenspies, 2017

## Leben
Nelson stammt aus Boston, wo er auch seine musikalische Ausbildung begann. Er studierte dann am Oberlin College in Ohio sowie an der Hochschule für Musik und Darstellende Kunst Frankfurt am Main.
Schwerpunkt seiner Auftrittstätigkeit ist die Liedbegleitung. Er war zunächst Dozent für Liedgestaltung an der Hochschule für Musik Karlsruhe; seit 2003 ist er Professor für Liedgestaltung an der Hochschule für Musik Trossingen. Von 2006 bis 2012 war er Prorektor und Erasmus-Koordinator der Musikhochschule. Gemeinsam mit Axel Bauni organisiert er die seit 2009 jährlich stattfindende Deutsche Liedakademie.